# Katarzyna Welsyng
Katarzyna Welsyng, po mężu Różańska (ur. 30 maja 1932 w Zamościu, zm. 20 września 2016 w Gdańsku) – polska siatkarka, wicemistrzyni świata (1952), wicemistrzyni Europy (1951), dwukrotna mistrzyni Polski.

## Kariera sportowa
Karierę sportową rozpoczęła w drużynie Grom Gdynia, zdobywając z klubem wicemistrzostwo Polski w 1949. Od 1950 reprezentowała barwy Kolejarza (Gedanii) Gdańsk. Z gdańskim klubem zdobyła mistrzostwo Polski w 1953 i 1954 oraz wicemistrzostwo Polski w 1952.
W reprezentacji Polski debiutowała 10 sierpnia 1951 w spotkaniu akademickich mistrzostw świata z Czechosłowacją. Zdobyła m.in. wicemistrzostwo Europy w 1951 i wicemistrzostwo świata w 1952. Ostatni raz w biało-czerwonych barwach wystąpiła 22 maja 1955 w spotkaniu z reprezentacją francuskiej centrali związkowej FSGT. Łącznie w I reprezentacji Polski zagrała w 42 spotkaniach.
Z zawodu była lekarzem okulistą.